# Nicolás Gómez Dávila
Pour les articles homonymes, voir Gómez.
Nicolás Gómez Dávila, né le 18 mai 1913 à Bogota (Colombie) et mort le 17 mai 1994 dans la même ville, est un écrivain et moraliste colombien.

## Biographie
Né dans une famille de l'élite colombienne, il passe une partie de sa jeunesse à Paris. Pendant son enfance, en raison d'une grave pneumonie, il doit rester alité pendant deux ans, période pendant laquelle il suit les cours de précepteurs et se prend de passion pour la littérature classique. Plus tard, un accident de polo lui brise les hanches.
De retour en Colombie dans les années 1930, il ne retourne jamais en Europe par la suite, à l'exception d'un séjour de six mois en 1948, en compagnie de son épouse. N'ayant jamais fréquenté l'université, il passe dès lors la plupart de son temps chez lui, où il accumule plus de 30 000 livres dans une impressionnante bibliothèque.
En 1954, un premier ouvrage est publié par son frère : Notas I, une compilation de remarques et d'aphorismes qui restera très largement ignorée dans la mesure où cent exemplaires seulement en ont été tirés — ils étaient destinés à être offerts à des proches.
Gómez Dávila compose un petit recueil d'essais, Textos I, qui est publié en 1959 (comme pour Notas I, le deuxième volume n'est jamais paru). Il y développe les concepts de base de son anthropologie philosophique et de sa philosophie de l'histoire, dans un registre de langue très recherché, où abondent les métaphores. C'est dans cet ouvrage qu'il exprime pour la première fois son intention de créer un « mélange réactionnaire », un système philosophique ne pouvant selon lui rendre compte de la réalité.

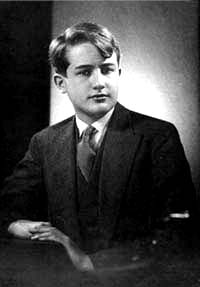

En 1958, il se voit offrir le poste de premier conseiller du président colombien, mais il le refuse ; lorsqu'on lui propose en 1974 de devenir ambassadeur à Londres, il refuse également. Même s'il appuie le président Alberto Lleras pour avoir renversé la dictature de Gustavo Rojas Pinilla, il n'exerce aucune fonction politique.
Il ne s'est jamais montré particulièrement intéressé par la renommée que pouvait acquérir son œuvre. De fait, sa réputation n'a commencé à croître véritablement qu'au début des années 1980, par le biais de traductions en allemand, puis en français et en italien. Les premiers à reconnaître l'intérêt de son œuvre ont été, entre autres, Robert Spaemann, Martin Mosebach, Botho Strauss, Reinhart Maurer, Ernst Jünger, Erik von Kuehnelt-Leddihn, Rolf Schilling, Heiner Müller, Franco Volpi, Asfa-Wossen Asserate, Jean Raspail, Philippe Billé (qui a été le premier à le traduire en français) et Richard Dubreuil.

## Philosophie
Gómez Dávila critique aussi bien la gauche que la droite politiques et les conservateurs, même s'il partage en grande partie le point de vue de ces derniers en raison de ses principes réactionnaires. Il défend une anthropologie pessimiste, fondée sur une étude approfondie de Thucydide et de Jacob Burckhardt, ainsi que les structures hiérarchiques qui doivent ordonner la société, l'Église et l'État. Il critique vigoureusement le concept de souveraineté du peuple, qui est pour lui la clé de la destruction de la société, une divinisation de l'homme dénuée de toute légitimité, un rejet de la souveraineté de Dieu. Dans le même ordre d'idées, Gómez Dávila voit dans le concile Vatican II une adaptation très problématique de l'Église au monde. Il déplore tout particulièrement la quasi-disparition de la forme tridentine du rite romain célébrée en latin, dans la foulée du concile. Comme Juan Donoso Cortés, Gómez Dávila pense que toutes les erreurs politiques résultent en dernier lieu d'erreurs théologiques. C'est précisément pour cette raison que sa pensée peut être considérée comme une forme de théologie politique.
Le libéralisme, la démocratie et le socialisme sont les principales cibles de la critique acerbe de Gómez Dávila ; il estime en effet que c'est en raison de l'influence de ces idéologies contemporaines que le monde est décadent et corrompu.
Gómez Dávila s'est intéressé à un grand nombre de sujets, principalement à des questions d'ordre philosophique ou théologique, mais également littéraire, artistique ou historique. Son style se caractérise par l'emploi de phrases brèves, ou scolies, dans lesquelles il commente le monde qui l'entoure, en particulier dans les cinq volumes de Escolios a un texto implícito (publiés successivement en 1977, 1986, 1992 et 2009). Son style se rapproche de celui des moralistes français comme La Rochefoucauld, Pascal, La Bruyère et Rivarol. Sa pensée l'apparente à Constantin Leontiev, Nicolas Berdiaev mais également à Michel de Montaigne. Il a d'une certaine manière créé une figure littéraire du « réactionnaire », au travers de laquelle il pense le monde moderne. Dans ses derniers ouvrages, il tente de définir de manière positive ce « réactionnaire » auquel il s'identifie ; il le place au-delà de l'opposition entre droite et gauche politiques. Se fondant sur un catholicisme traditionnel influencé, entre autres, par la probité intellectuelle de Nietzsche, Gómez Dávila critique la modernité, son œuvre demeurant pour lui une défense d'une « vérité qui ne périra jamais ».

## Œuvres
Éditions originales en espagnol
- Notas I, Mexico, 1954 (édition non commerciale) ; Bogotá, Villegas Editores, 2003.
- Textos I, Bogotá, Editorial Voluntad, 1959 ; Bogotá, Villegas Editores, 2002.
- Escolios a un texto implícito, 2 volumes, Bogotá, Instituto Colombiano de Cultura, 1977.
- Nuevos escolios a un texto implícito, 2 volumi, Bogotá, Procultura, Presidencia de la República, Nueva Biblioteca Colombiana de Cultura, 1986.
- De iure, « Revista del Colegio Mayor de Nuestra Senora del Rosario » 81. Jg., Nr. 542 (avril-juin 1988), p. 67-85.
- Sucesivos escolios a un texto implícito, Santafé de Bogotá, Instituto Caro y Cuervo, 1992; Barcelona: 2002.
- El reaccionario auténtico, « Revista de la Universidad de Antioquia », Nr. 240 (avril-juin 1995), p. 16-19.
- Escolios a un texto implícito, Selección, Bogotá, Villegas Editores, 2001. Antologia.
- Breviario de escolios, Ediciones Atalanta, 2018.

Traductions françaises
- Les Horreurs de la démocratie - Scolies pour un texte implicite, suivi de Un Ange captif du temps par Franco Volpi, choix et préf. Samuel Brussell, trad. fr. Michel Bibard, Anatolia/Éditions du Rocher, 383 p., 2003  (ISBN 978-2268044675)
- Le Réactionnaire authentique, choix de Samuel Brussell, préf. Martin Mosebach, trad. fr. Michel Bibard, Anatolia - Éditions du Rocher, 169 p., 2005  (ISBN 978-2268053004)
- Carnets d'un vaincu, trad. fr. Alexandra Templier, L'Arche, coll. Tête-à-tête, 138 p., 2009  (ISBN 978-2851816979)
- Critique du droit, de la justice et de la démocratie, trad. fr. Michel Bibard, Éditions Hérodios, 80 p., 2021  (ISBN 978-2940666218)
- Un coeur révolté, Éditions Hérodios, 100 p., 2025

## Citations
- Recueil de citations de Nicolás Gómez Dávila